# Offensive de Sventiany
Première Guerre mondiale
Batailles
Front d'Europe de l’Est
- Stallupönen (08-1914)
- Gumbinnen (08-1914)
- Tannenberg (08-1914)
- Île d'Odensholm (08-1914)
- Lemberg (08-1914)
- Krasnik (08-1914)
- Komarów (08-1914)
- Lacs de Mazurie (I) (09-1914)
- Przemyśl (09-1914)
- Vistule (09-1914)
- Łódź (11-1914)
- Limanowa (12-1914)
- Bolimov (01-1915)
- Zwinin (02-1915)
- Lacs de Mazurie (II) (02-1915)
- Przasnysz (02-03-1915)
- Schaulen (04-07-1915)
- Gorlice-Tarnów (05-1915)
- Boug (06-08-1915)
- Narew (07-08-1915)
- Novogeorgievsk (08-1915)
- Varsovie (08-1915)
- Sventiany (09-1915)
- Lac Narotch (03-1916)
- Offensive Broussilov (06-1916)
- Offensive de Baranavitchy (07-1916)
- Turtucaia (09-1916)
- Offensive Flămânda (09-1916)
- Argeș (12-1916)
- Offensive Kerenski (07-1917)
- Bataille de Riga (09-1917)
- Opération Albion (09-10-1917)
- Mărășești (08-1917)
- Traité de Brest-Litovsk (03-1918)
- Traité de Brest-Litovsk (03-1918)
- Bakhmatch (03-1918)

Front d'Europe de l’Ouest
Front italien
Front des Balkans
Front du Moyen-Orient
Front africain
Bataille de l'Atlantique
L’offensive de Sventiany est une opération militaire menée en septembre 1915 par l'armée allemande contre l'armée russe sur le front de l'Est au cours de la Première Guerre mondiale.
Elle se déroule autour de la ville de Święciany (Svientany), alors située dans l'Empire russe, aujourd'hui en Lituanie (Švenčionys).

## Présentation
Les protagonistes principaux sont la 10e armée allemande et la 10e armée russe. 
Cette attaque se place dans le cadre d'une vaste offensive allemande qui fait suite à la prise de Kowno (22 août 1915). Le 9 septembre, quatre divisions de cavalerie allemandes percent le front russe à Svientany et attaquent les arrières de la 10e armée russe, occupant Vileïka et poussant des pointes jusqu'à la Bérézina et à la région de Minsk.
Deux divisions de cavalerie sont lancées en renfort le 13 septembre, mais l'offensive allemande, dépourvue d'infanterie et de soutien d'artillerie, est arrêtée les 15 et 16 septembre par la 2e armée russe, récemment reformée (général Smirnov).
Les Allemands sont repoussés et le 2 octobre, la brèche est refermée.